# The Bootleg Series Vol. 5: Bob Dylan Live 1975, The Rolling Thunder Revue
The Bootleg Series Vol. 5: Bob Dylan Live 1975, The Rolling Thunder Revue – podwójny koncertowy album nagrany przez Boba Dylana zestawiony z nagrań dokonanych w 1975 r. podczas słynnej „Rolling Thunder Revue” i wydany w 2002 r.

## Historia i charakter albumu
Jak wspomina Robbie Robertson, idea podobnego w założeniach tournée zakiełkowała w głowie Dylana jeszcze w 1974 r., podczas pierwszego po ośmiu latach tournée artysty z The Band. Chciał po prostu podróżować pociągiem i utworzyć coś na wzór taboru cygańskiego i happeningu. Koncerty miały być otwarte, aby zjawiali by się w tej grupie różni ludzie, którzy robiliby różne rzeczy w różnym czasie.
Ostateczna idea skrystalizowała się wiosną 1975 r., gdy Dylan był na Korsyce. Być może przyczyniło się do tego także to raczej sztywne, odpersonalizowane i niezbyt porywające poprzednie tournée. Ostatecznie pociąg zastąpiono karawaną samochodów, autami-domkami kempingowymi, autobusami itp.
Tydzień wcześniej w miejscu, gdzie zaplanowano koncert, pojawiali się ludzie z ulotkami reklamującymi występ. Wynajmowano salę pod przybranym nazwiskiem i nocą przed koncertem pojawiała się kawalkada samochodów z artystami i wszystkimi, którzy do nich dołączyli. Odbywał się koncert i natychmiast po jego zakończeniu trupa wyruszała dalej. Muzycy zmieniali się, gdyż przecież wszyscy mieli swoje harmonogramy, ale przybywali inni, którzy akurat mieli czas.
Dylan chciał koniecznie nadać tej turze koncertowej jakąś tajemniczą nazwę i zdaje się, że najpierw myślał o Montezuma Revue. Ale pod koniec października 1975, gdy grupa miała wyruszyć z Nowego Jorku, artysta wprowadził nazwę Rolling Thunder Revue.
Główna teoria wyjaśniająca nazwę wywodzi ją od indiańskiego szamana o tym właśnie nazwisku. Inna znajduje wyjaśnienie w nazwie operacji bombardowania Kambodży. Te podejrzenia jeszcze się umocniły, gdy Bob Neuwirth (stary przyjaciel Dylana) pokazał się w koszulce z nadrukiem Guam. A właśnie z tej wyspy startowały samoloty do bombardowań. Sam Dylan podaje jednak inne, trzecie, objaśnienie nazwy (nie ma to jak dobra tajemnica i kilka śladów!). Otóż siedział on przed domem rozmyślając o nadchodzącym torunée, gdy nagle popatrzył w niebo (...): i usłyszałem bum! A potem bum, bum, bum, bum przetoczyło się od zachodu na wschód. Więc doszedłem do wniosku, że to powinna być ta nazwa. Ale i do tego można się przyczepić, bowiem Dylan był wtedy najpewniej w Malibu i McGuinn był przekonany, że to po prostu były startujące samoloty wojskowe z pobliskiej bazy lotniczej Vanderburg i nazwa tournée powinna brzmieć Sonic Boom Jet Revue.
Potem okazało się, że fraza rolling thunder w języku Indian znaczy tyle, co mówić prawdę, z czego oczywiście Dylan był niezmiernie zadowolony...
Pierwsze tournée Rolling Thunder Revue rozpoczęło się 30 października 1975 r. i zakończyło się 8 grudnia tego samego roku koncertem Night of the Hurricane w Madison Square Garden w Nowym Jorku.
Drugie tournée pod tą nazwą, z którego zestawiono album Hard Rain, rozpoczęło się 18 kwietnia 1976 r. i zakończyło 25 maja tego samego roku.
Revue można rozpatrywać jako odpowiedź Dylana na jego niezadowolenie z tournée z 1974 r., a które było jego pierwszą turą koncertową od 1966 r. Stąd też zapewne pochodzi cała alternatywna forma tego tournée nastawiona na spontaniczność, energię, koleżeńskość i wspólnotę wykonawców i wszystkich ludzi wspierających turę.
Pod wpływem Jacques’a Levy’ego (współautora niektórych tekstów do albumu Desire), stworzono mocne teatralno-wizualne podstaw Rewii. Muzycy stanowili grupę niezwykłych osobowości, nawet archetypów, krańcowo różniących się między sobą. Bob Neuwirth był obdarzony olbrzymim talentem aktorskim (z tego powodu wróżono mu przyszłość aktorską), co wykorzystywano na scenie. Niezwykła postać Scarlet Rivery ze skrzypcami znakomicie prezentowała się na scenie. Wszyscy byli niezwykle ubrani/przebrani.
Duety Baez i Dylana elektryzowały wszystkich swoją odczuwalną emocjonalnością, zwłaszcza gdy razem śpiewali do jednego mikrofonu i ich usta niemal się stykały. Obydwoje jednak podkreślali, że nic ich wtedy już nie łączyło.
Do Rewii dołączyła także Sara Dylan (Lownds) wraz z dziećmi i nianią. Stała się ona wkrótce częścią Rolling Thunder Revue Acting Company, dodając swoje zdolności, intelekt i fantazje do tworzonego filmu (Allen Ginsberg ocenił, że było wtedy już ponad 100 godzin filmu).
Trzecim elementem, który miał wpływ na kształt i charakter Rewii, było nieustanne kręcenie filmu, który ukazał się później pod tytułem Renaldo & Clara.

## Muzycy
- Bob Dylan – śpiew, gitara, harmonijka
- Bob Neuwirth – gitara, śpiew
- Scarlet Rivera – skrzypce
- T Bone Burnett – gitara
- Steven Soles – gitara, śpiew
- Joan Baez – gitara, śpiew
- Roger McGuinn – gitara, śpiew
- Mick Ronson – gitara
- David Mansfield – gitara, mandolina, skrzypce i dobro
- Rob Stoner – gitara basowa
- Howie Wyeth – perkusja, pianino
- Luther Rix – perkusja, instrumenty perkusyjne, kongi
- Ronee Blakely – śpiew

## Lista utworów

### Pierwszy dysk
| 1.  | Tonight I’ll Be Staying Here with You – Forum de Montréal, Montreal, Quebec, Kanada; 4 grudnia 1975 r.        | 3:55  |
|     | |       |
| 2.  | It Ain’t Me Babe – Harvard Square Theater, Cambridge, Massachusetts, USA; 20 października 1975                | 5:25  |
|     | |       |
| 3.  | A Hard Rain’s a-Gonna Fall – Forum de Montréal, Montreal, Quebec, Kanada; 4 grudnia 1975 r.                   | 5:16  |
|     | |       |
| 4.  | The Lonesome Death of Hattie Carroll – Boston Music Hall, Boston, Massachusetts; 21 października 1975 (noc)   | 5:25  |
|     | |       |
| 5.  | Romance in Durango – Harvard Square Theater, Cambridge, Massachusetts; 20 października 1975                   | 5:22  |
|     | |       |
| 6.  | Isis – Boston Music Hall, Boston, Massachusetts; 21 października 1975 (noc)                                   | 5:11  |
|     | |       |
| 7.  | Mr. Tambourine Man – Boston Music Hall, Boston, Massachusetts; 21 października 1975 (wieczór)                 | 5:39  |
|     | |       |
| 8.  | Simple Twist of Fate – Harvard Square Theater, Cambridge, Massachusetts; 20 października 1975                 | 4:17  |
|     | |       |
| 9.  | Blowin’ in the Wind – Harvard Square Theater, Cambridge, Massachusetts; 20 października 1975; z Joan Baez     | 2:43  |
|     | |       |
| 10. | Mama, You Been on My Mind – Boston Music Hall, Boston, Massachusetts; 21 października 1975 (noc); z Joan Baez | 3:11  |
|     | |       |
| 11. | I Shall Be Released – Boston Music Hall, Boston, Massachusetts; 21 października 1975 (wieczór) z Joan Baez    | 4:33  |
|     | |       |
|     | | 50:57 |
|     | |       |

### Drugi dysk
| 1.  | It’s All Over Now, Baby Blue – Forum de Montréal, Montreal, Quebec, Kanada; 4 grudnia 1975 r.                           | 4:34  |
|     | |       |
| 2.  | Love Minus Zero/No Limit – Forum de Montréal, Montreal, Quebec, Kanada; 4 grudnia 1975 r.                               | 3:13  |
|     | |       |
| 3.  | Tangled Up in Blue – Boston Music Hall, Boston, Massachusetts; 21 października 1975 (noc)                               | 4:41  |
|     | |       |
| 4.  | The Water Is Wide – Boston Music Hall, Boston, Massachusetts; 21 października 1975 (noc) z Joan Baez                    | 5:16  |
|     | |       |
| 5.  | It Takes a Lot to Laugh, It Takes a Train to Cry – Boston Music Hall, Boston, Massachusetts; 21 października 1975 (noc) | 3:12  |
|     | |       |
| 6.  | Oh, Sister – Boston Music Hall, Boston, Massachusetts; 21 października 1975 (noc)                                       | 4:04  |
|     | |       |
| 7.  | Hurricane – Memorial Auditorium, Worcester, Massachusetts; 19 października 1975                                         | 8:15  |
|     | |       |
| 8.  | One More Cup of Coffee (Valley Below) – Boston Music Hall, Boston, Massachusetts; 21 października 1975 (noc)            | 4:14  |
|     | |       |
| 10. | Sara – Boston Music Hall, Boston, Massachusetts; 21 października 1975 (noc)                                             | 4:29  |
|     | |       |
| 11. | Just Like a Woman – Boston Music Hall, Boston, Massachusetts; 21 października 1975 (noc)                                | 4:31  |
|     | |       |
| 12. | Knockin’ on Heaven’s Door – Harvard Square Theater, Cambridge, Massachusetts; 20 października 1975; z Rogerem McGuinnem | 4:22  |
|     | |       |
|     | | 50:51 |
|     | |       |

## Opis płyty
- Producent – Jeff Rosen, Steve Berkowitz
- Nagranie (nadzór) – Don DeVito
- Miksowanie – Michael Brauer dla MHB Production
- Asystenci – Nat Chan, Ricardo Chavarria
- Studio – Quad Studios, Nowy Jork
- Miejsce i data nagrania

1. Memorial Auditorium, Worcester, Massachusetts, USA; 19 października 1975 r.
2. Harvard Square Theater, Cambridge, Massachusetts; 20 października 1975
3. Boston Music Hall, Boston, Massachusetts; 21 października 1975 (1 koncert – wieczór)
4. Boston Music Hall, Boston, Massachusetts; 21 października 1975 (2 koncert – noc)
5. Forum de Montréal, Montreal, Quebec, Kanada; 4 grudnia 1975 r.

- Mastering – Greg Calbi
- Studio – Sterling Sound, Nowy Jork
- Kierownictwo artystyczne i projekt – Geoff Gans z Culver City
- Fotografie (wszystkie) – Ken Regan/Camera 5 ©1975
- Menedżer produktu – Lisa Buckler
- Koordynacja A & R – Patti Matheny, Darren Salmieri, Kyle Wofford
- Menedżer opakowania – Triana D’Orazio
- Liternictwo – James Hunter
- Menedżer produkcji – Charlie Sarrica
- Czas – 1 godz. 42 min. 00 sek.
- Firma nagraniowa – Columbia/Legacy
- Numer katalogowy – C2K 87047
- Data wydania – 26 listopada 2002

## Listy przebojów

### Album
| Rok  | Lista                          | Pozycja |
| ---- | ------------------------------ | ------- |
| 2002 | Billboard USA. Albumy popowe   | 56      |
| 2002 | Wielka Brytania. Albumy popowe | 69      |